# Pavlína
Pavlína je ženské křestní jméno odvozené z latinského paulus (malý, nepatrný). Jeho mužským protějškem je Pavel, resp. Pavlín. Podle českého kalendáře má svátek 31. srpna. Stejného původu a významu je Pavla, která má svátek 22. června.

## Statistické údaje
Následující tabulka uvádí četnost jména v ČR a pořadí mezi ženskými jmény ve srovnání dvou roků, pro které jsou dostupné údaje MV ČR – lze z ní tedy vysledovat trend v užívání tohoto jména:
| Rok       | Četnost    | Pořadí      |
| 1999      | 34175      | 46.         |
| 2002      | 34471      | 46.         |
| Porovnání | o 296 více | žádná změna |
| 2009      | 35656      | 47.         |

Změna procentního zastoupení tohoto jména mezi žijícími ženami v ČR (tj. procentní změna se započítáním celkového úbytku žen v ČR za sledované tři roky) je +1,7 %.

## Jiné varianty jména
- Pavlína (česky)
- Paulína (slovensky)
- Pauline (německy, švédsky)
- Paulina (maďarsky, polsky, švédsky, anglicky)
- Pawlina (hornolužicky, dolnolužicky)
- Pavlina (slovinsky)
- Portuše

## Slavné Pavlíny

### Svaté a blahoslavené
- svatá Pavlína Římská prvomučednice
- svatá Pavlína Durynská
- bl. Pavlína z Mallincrodtu

### Panovnice
- Pavlína Württemberská – württemberská královna
- Pavlína Württemberská - princezna k rodu Württemberků a sňatkem s Vilémem Nasavským také k rodu Nassau

### Ostatní
- Pauline Metternichová, přední vídeňská a pařížská aristokratka proslulá svým šarmem a elegancí, významná propagátorka díla Richarda Wagnera a Bedřicha Smetany v zahraničí
- Pavlína Kratochvílová, rozená Baburková, česká místní politička a modelka
- Pavlína Braunová, česká folková zpěvačka
- Pavlína Brzáková, česká publicistka a etnografka
- Pavlína Danková, česká moderátorka a dramaturgyně
- Pavlína Filipovská, zpěvačka a moderátorka
- Pavlína Jíšová, česká folková zpěvačka
- Pavlína Kafková, česká herečka
- Pavlína Moskalyková Solo, česká televizní scenáristka a režisérka
- Pavlína Němcová, česká modelka a herečka
- Pavlína Nytrová, česká politička
- Pavlína Pořízková, modelka
- Pavlína Ščasná, česká fotbalová reprezentantka
- Pavlína Štorková, česká herečka
- Pavlína Wolfová, moderátorka
- Pavlína ze Schwarzenbergu, šlechtična pocházející z rodu vévodů z Arenbergu

### Jiné Pavlíny
- Pavlína Jíšová a přátelé, hudební skupina založená v letech 2006-2007